# Altenherfen

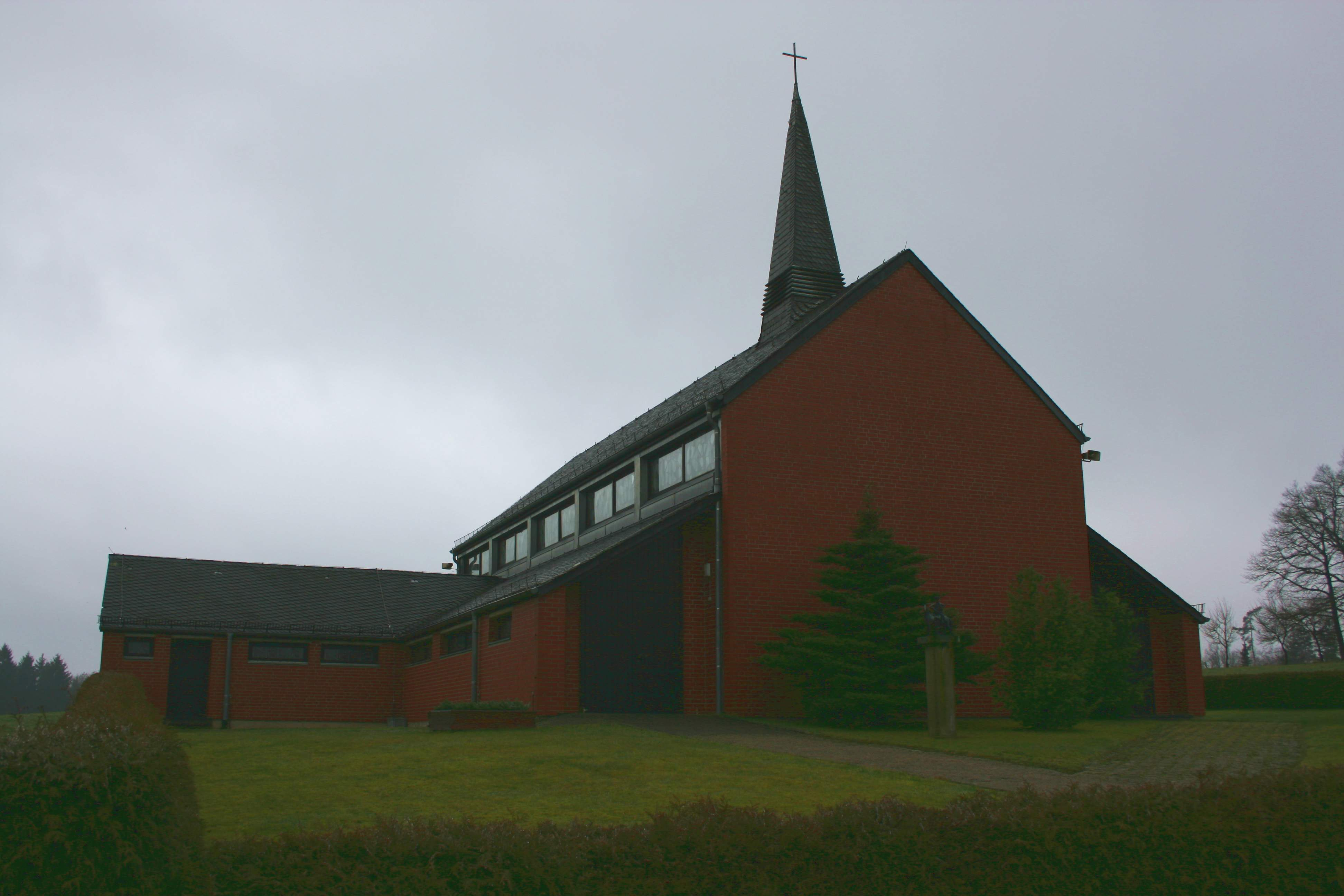
Die moderne katholische Kirche St. Martin in Altenherfen

Altenherfen ist eine Ortschaft in der Gemeinde Windeck im Rhein-Sieg-Kreis. Sie ist Teil der Herchener Höhe.

## Lage
Altenherfen liegt auf dem Nutscheid. Nachbarorte sind Gutmannseichen im Osten, Lüttershausen im Südwesten und Kämerscheid im Nordwesten. Altenherfen ist über die Landesstraße 312 erreichbar.

## Geschichte

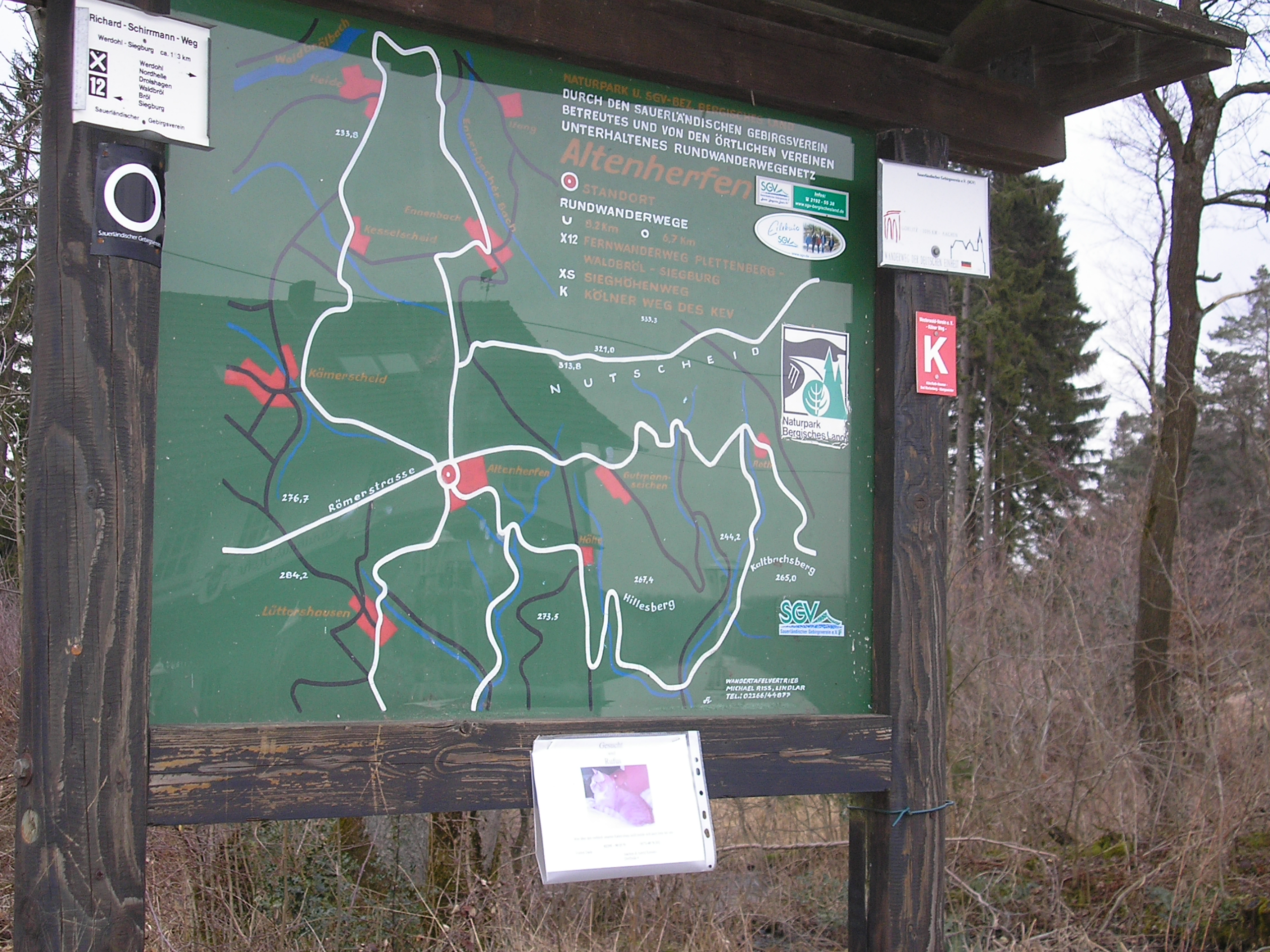
Rundwanderwege ab Altenherfen

Herwan wird 1394 erstmals urkundlich erwähnt.
Das Dorf gehörte zum Kirchspiel Herchen und zeitweise zur Bürgermeisterei Herchen.
1830 hatte der Weiler Altenherven 26 Bewohner.
1845 hatte das Gehöft 83 katholische Einwohner in 14 Häusern.
1888 hatte Altenherfen 51 Bewohner in 13 Häusern.
1950 wohnten in Altenherfen zwei Sippen: die Familien Metzger Hans Krämer, Postschaffner im Ruhestand Johann Krämer und Postschaffner Josef Krämer sowie Landwirt Franz Müller, Gastwirt Franz Peter Müller, Landwirt Heinrich Müller, Waldarbeiter Johann Müller, Käthe Müller ohne Gewerbe und Landwirt Peter Müller.

## Vereinsleben
In Altenherfen befindet sich der Sportplatz des SV Höhe 1921 e. V.